# Письменна Лариса Михайлівна
Лари́са Миха́йлівна Письме́нна (*11 лютого 1914, Чоповичі, тепер Малинського району Житомирської області — †27 лютого 1992) — українська письменниця, автор дитячих казок, оповідань.

## Біографія
Лариса Михайлівна Письменна народилася 11 лютого 1914 року в сім'ї сільського фельдшера і вчительки в селі Чоповичі (тепер Малинського району Житомирської області). Батьки з раннього дитинства прищеплювали дівчинці любов до літератури.
Під час навчання у Білоцерківському фінансовому технікумі вона надіслала до Харківського журналу «Трактор» свій перший вірш, який був надрукований.
Після невдалої спроби навчатися в інституті народної освіти, вступила на навчання в Київський лісовий інститут, працювала на посаді завідувачки редакції літератури у видавництві «Веселка». Після Німецько-радянської війни працювала в Кемерівській області завідувачкою дитсадка.
З 1956 року Лариса Письменна — член спілки письменників СРСР.
У 1984 році за збірку «Тисяча вікон і один журавель» письменниця нагороджена премією Лесі Українки. Також була нагороджена орденом «Знак Пошани», почесною грамотою Президії Верховної ради УРСР.
Померла Л.Письменна 27 лютого 1992 року.

## Літературна творчість
Лариса Письменна — авторка численних творів для дітей, серед яких:
- збірки оповідань та повістей «Скарб Вовчої криниці» (1961), «Ненаписаний портрет» (1979), «Не за синіми морями» (1980), «Ліна» (1983);
- роман «Батько» (1978);
- збірка вибраних творів (1984);
- однотомник казок, повістей, оповідань «Тисяча вікон і один журавель» (1984);
- повісті-казки «Там, де живе Синя Ластівка» (1986).
- «Злочин Надії Поліщук». «Живі зустрічають світанок»

Твори письменниці перекладалися російською, грузинською, естонською, литовською, німецькою, румунською мовами.